# ブルバスター
『ブルバスター』は、中尾浩之原作、海老原誠二執筆による日本のSF小説およびそれを原作とするメディアミックス作品。KADOKAWAの小説投稿サイト「カクヨム」で2018年10月23日より連載されているオンライン小説であり、同社より書籍化され同年12月27日より出版されている。謎の正体不明生物と戦う会社を舞台に、経済的な視点で正しく描かれるロボットヒーロー物語である。

## エピソード
- 九州最大級となるポップカルチャーの祭典・北九州ポップカルチャーフェスティバル2018のイメージキャラクターにブルバスターのヒロイン・二階堂アル美が就任。開催当日は『ブルバスター』ブースが会場に出展されたほか、メインスタッフによるトークイベントも開催された[2]。
- 波止工業の北九州出張所設置に合わせて、本物の北九州市長が本物のメディアの前で緊急記者会見。龍眼島に巨獣出現。
市は害獣駆除会社 波止工業と害獣駆除と出張所の設置でMOU（覚書）を締結し、その会見風景をYouTubeで公開した[3]。
- 原作者の中尾浩之監督は作品のイメージを掴むため、北九州市内の工場地帯や藍島をロケハンしている。その際、案内したのは映画界では知らない人がいないという北九州フィルム・コミッションがアテンドしている[4]。

## ストーリー
火山性の有毒ガスと共に現れた正体不明の生命体「巨獣」により、島民の居住地が奪われた龍眼島。ロボット開発を生業とする沖野鉄郎は、巨獣発生要因の解明と龍眼島奪還のために起ち上げられた害獣駆除会社「波止工業（なみどめこうぎょう）株式会社」に、ロボット操縦者として出向する。弾丸一発からロボットの賃料、燃料費、保険料、残業代に至るまでのコスト管理に悩まされながらも、鉄郎は社長の田島鋼二ら同僚たちと巨獣駆除に挑む。

## 登場キャラクター
声の項は、オーディオドラマおよびテレビアニメ版における声優を示す。
全員の名前に金属が入っている。
沖野鉄郎（おきの てつろう）
声 - 千葉翔也
ブルバスターパイロット。入社3年目の21歳。歳不相応の童顔。
『蟹江技研』の開発部に籍を置く社員だが、パイロットとして波止工業に出向。
二階堂アル美（にかいどう アルみ）
声 - 瀬戸麻沙美
ブルバスターパイロット。23歳。
クールで影のある女性。いつも無愛想。口数も少なく独りでいることが多い。
田島鋼二（たじま こうじ）
声 - 三木眞一郎
株式会社波止工業の代表取締役社長。45歳
仕事はできるがプライベートはだらしない。
白金みゆき（しろがね みゆき）
声 - 高田憂希
株式会社波止工業総務・庶務。29歳。
明るくて人懐っこい性格。会社の癒し的存在。
武藤 銀之助（むとう ぎんのすけ）
声 - 楠大典
株式会社波止工業のブルバスターパイロット。55歳。
元漁師。筋トレが趣味の筋肉バカ。
片岡 金太郎（かたおか きんたろう）
声 - 魚建
株式会社波止工業の監査役。50歳。
頭デッカチなお目付け役。生真面目で超堅物。
現場の土気より会社としての利潤を優先するコストカッター。
蟹江 のぶ代（かにえ のぶよ）
『蟹江技研』の代表取締役社長。トレードマークはピンク。自分を「紅一点の華」のように思っているが実際は「色彩の暴力」と揶揄されるほどに容色が悪い。

## スタッフ
- 企画・原作 - 中尾浩之、P.I.C.S.
- キャラクターデザイン - 窪之内英策
- メカニックデザイン - 出雲重機
- 設定考証 - 高島雄哉
- ノベライズ - 海老原誠二

## 主題歌
「波止工業社歌」
作詞・作曲・編曲・演奏は眉村ちあき。

## 小説
- 中尾浩之（原作）・海老原誠二（小説）・窪之内英策（カバーイラスト）、KADOKAWA、全3巻
  - 『ブルバスター 01』、2018年12月27日発売[7]、ISBN 978-4-04-735421-0
  - 『ブルバスター 02』、2019年9月5日発売[8]、ISBN 978-4-04-735716-7
  - 『ブルバスター 03』、2023年9月29日発売[9]、ISBN 978-4-04-737661-8
- 2017年よりCOMITIAおよびコミックマーケットなどでコンセプトブックの頒布を開始。

## オーディオドラマ
2022年4月30日からYouTubeのKADOKAWA Anime Channelにおいて、完全オリジナル録り下ろしオーディオドラマ『激録！波止工業24時』が配信開始。期間限定によるもので、1話につき約10分程度で順次更新される。
| 話数 | サブタイトル       | 更新日         |
| ---- | ------------------ | -------------- |
| 01   | 今、ここにある危機 | 2022年 4月30日 |
| 02   | 夜食と巨獣と残業と | 2022年 4月30日 |
| 03   | 戦闘服はつらいよ   | 5月31日        |
| 04   | 昼下がりの大捜索   | 5月31日        |
| 05   | 街中の時間外労働   | 6月30日        |
| 06   | 戦闘の代償         | 6月30日        |
| 07   | 夕刻の密談         | 7月29日        |
| 08   | 会社案内攻防戦     | 7月29日        |

## テレビアニメ
NUTの制作、「波止（なみどめ）工業動画制作部」の製作によりアニメ化。2022年11月に発表、監督や主演キャスト等の発表が行われた、2023年10月から12月までAT-Xほかにて放送された。

### スタッフ（アニメ）
- 企画・原作 - 中尾浩之、P.I.C.S.[5]
- キャラクター原案 - 窪之内英策[5]
- 監督・シリーズ構成 - 青木弘安[5]
- 設定考証 - 高島雄哉[12]
- キャラクターデザイン・巨獣デザイン - 片桐貴悠[12]
- サブキャラクターデザイン - 横山なつき
- メカニックデザイン - 出雲重機[5]
- キーアニメーター - 菅野芳弘[12]
- プロップデザイン - 横山なつき、三好和也
- 2Dデザイン - 由佐万織
- 色彩設計 - 堀川佳典[12]
- 美術監督 - 市倉敬[12]
- 美術設定 - 藤瀬智康[12]
- 3DCGIディレクター - 高橋将人[12]
- 撮影監督 - 松井伸哉[12]
- 編集 - 神宮司由美[12]
- 音響監督 - 吉田光平[12]
- 音楽 - 得田真裕[12]
- 音楽制作 - KADOKAWA[12]
- 音楽プロデューサー - 若林豪
- プロデューサー - 菊島憲文、德村憲一、飯塚彩、松村尚、和田卓治、比嘉り子
- アニメーションプロデューサー - 林雅紀
- アニメーション制作 - NUT[5]
- 製作 - 波止工業動画制作部[12]

### 主題歌（アニメ）
「トライ・ライ・ライ」
NORISTRYによるオープニングテーマ。作詞はhotaru、作曲はTom-H@ck、編曲は堀江晶太。
「頑張れと叫ぶたび」
鈴木このみによるエンディングテーマ。作詞は鈴木このみ、作曲は渡辺翔、編曲は岸田勇気。

### 各話リスト
| 話数   | サブタイトル                                                                          | 脚本       | 絵コンテ          | 演出            | 作画監督                                                            | 総作画監督        | 初放送日       |
| ------ | ------------------------------------------------------------------------------------- | ---------- | ----------------- | --------------- | ------------------------------------------------------------------- | ----------------- | -------------- |
| 第1話  | ブルバスター起動！崖っぷち中小企業が立ち向かうのは、謎のバケモノ!?                    | 青木弘安   | 青木弘安          | 飯田薫久        | 三好和也 南井尚子 細越裕治 片桐貴悠                                 | 片桐貴悠          | 2023年 10月4日 |
| 第2話  | 金がない！船もない!?起死回生の一手は「波止ブランド化計画」？                          | 青木弘安   | 青木弘安          | 松原聡          | 緒方歩惟 三島詠子 齊藤格 東亮太                                     | 片桐貴悠          | 10月11日       |
| 第3話  | 沖野、大失態！荒れる島民達…会社存亡の危機に、社長が立ち上がる！                       | 青木弘安   | 青木弘安          | 渡辺英俊        | 南伸一郎 柳野龍也 小田真弓 松村康功                                 | 片桐貴悠          | 10月18日       |
| 第4話  | アル美、涙の理由…前代未聞の「巨獣生け捕り作戦」開始！                                 | 青木弘安   | 藤澤海 菅野芳弘   | 尾形光洋 松原聡 | 柳昇希 金慶鎬 金鐘範 李敬順 李官雨                                  | 片桐貴悠          | 10月25日       |
| 第5話  | 頼れるのはマンパワー！若き研究者の協力で、ついに巨獣の正体発覚!?                      | 青木弘安   | 尾崎隆晴          | 布施康之        | Kim Jun Ho Lee Jae Ho Kim Jin Gi mika                               | 片桐貴悠          | 11月1日        |
| 第6話  | 期待の新人は問題児!?効率最優先の冷徹インテリに、沖野がキレる！                        | 青木弘安   | 飯田薫久 菅野芳弘 | 飯田薫久        | 細越裕治 三好和也 南井尚子                                          | 片桐貴悠          | 11月8日        |
| 第7話  | シロ、暴走！閉じ込められた仲間を救えるか？ブルバスター初の市街地戦！                  | ササキムリ | 青木弘安 菅野芳弘 | 松原聡          | 東亮太 緒方歩惟 齊藤格 三島詠子 南井尚子 三好和也                   | 片桐貴悠          | 11月15日       |
| 第8話  | 吠えよ武藤！時代に取り残された男の悲哀…そして大企業・塩田の思惑とは？                 | ササキムリ | 藤澤海 菅野芳弘   | 尾形光洋        | 金慶鎬 金鐘範 李敬順 林秀慶                                         | 片桐貴悠 栗田新一 | 11月22日       |
| 第9話  | 進む合併計画！明らかになる塩田の策略と、巨獣発生の原因…どうする波止!?                 | 青木弘安   | 松原聡            | 渡辺英俊        | 玉里栄二 服部一郎 福江光恵 王敏 Dogwood                             | 片桐貴悠 栗田新一 | 11月29日       |
| 第10話 | 波止工業、崩壊の危機！噛み合わない想い…田島、苦渋の決断！                             | 青木弘安   | 飯田薫久          | 殿勝秀樹        | Cho Sohyeon An Youngyu Son Seonah mika 細越裕治 梁博雅              | 片桐貴悠 栗田新一 | 12月6日        |
| 第11話 | 波止の逆襲！悪徳大企業に対抗する手段は…ウミキノコ!?                                   | 青木弘安   | 青木弘安 菅野芳弘 | 飯田薫久        | 細越裕治 三好和也 南井尚子                                          | 片桐貴悠          | 12月13日       |
| 第12話 | 立て、ブルバスター！波止 vs 塩田 全面戦争！勝つのは大企業の論理か、中小企業の底力か!? | 青木弘安   | 青木弘安 菅野芳弘 | 松原聡          | 東亮太 緒方歩惟 齊藤格 三島詠子 三好和也 栗田新一 細越裕治 南井尚子 | 片桐貴悠          | 12月20日       |

### 放送局
| 放送期間                 | 放送時間                     | 放送局      | 対象地域   | 備考                                            |
| ------------------------ | ---------------------------- | ----------- | ---------- | ----------------------------------------------- |
| 2023年10月4日 - 12月20日 | 水曜 21:00 - 21:30           | AT-X        | 日本全域   | 製作参加 / CS放送 / 字幕放送 / リピート放送あり |
|                          | 水曜 23:00 - 23:30           | TOKYO MX    | 東京都     | 製作参加                                        |
| 2023年10月5日 - 12月21日 | 木曜 1:00 - 1:30（水曜深夜） | BS日テレ    | 日本全域   | 製作参加 / BS/BS4K放送 / 『アニメにむちゅ〜』枠 |
| 2023年10月6日 - 12月22日 | 金曜 2:00 - 2:30（木曜深夜） | TVQ九州放送 | 福岡県     | 作品の舞台（福岡県北九州市）                    |
|                          | 金曜 2:55 - 3:25（木曜深夜） | 関西テレビ  | 近畿広域圏 | 製作参加                                        |

インターネットでは、Leminoにて10月4日より毎週水曜22:00に地上波先行・見放題独占配信。

### BD / DVD
| 巻 | 発売日        | 収録話         | 規格品番   | 規格品番   |
| 巻 | 発売日        | 収録話         | BD         | DVD        |
| -- | ------------- | -------------- | ---------- | ---------- |
| 上 | 2024年1月24日 | 第1話 - 第6話  | ZMAZ-17081 | ZMSZ-17091 |
| 下 | 2024年3月27日 | 第7話 - 第12話 | ZMAZ-17082 | ZMSZ-17092 |

## 漫画
『コミックフラッパー』（KADOKAWA）にて、2023年11月号からコミカライズが連載中。作画は伊丹ひしお。
- 伊丹ひしお（漫画） / 中尾浩之、P.I.C.S.（原作） / 窪之内英策（キャラクター原案） 『ブルバスター』 KADOKAWA〈MFコミックス フラッパーシリーズ〉、既刊2巻（2025年6月23日現在）
  1. 2024年6月21日発売[18][19]、ISBN 978-4-04-683652-6
  2. 2025年6月23日発売[20]、ISBN 978-4-04-684706-5